# زیل سینگ
زیل سینگ (انگلیسی: Zail Singh؛ زاده ۵ مهٔ ۱۹۱۶ – درگذشته ۲۵ دسامبر ۱۹۹۴) سیاست‌مدار اهل هند بود. وی هفتمین رئیس‌جمهور هند از تاریخ ۱۹۸۲ تا ۱۹۸۷ بود.